# Östermalmstorg
Östermalmstorg est une place du quartier d'Östermalm à Stockholm en Suède.

## Présentation
Östermalmstorg est le centre du quartier d'Östermalm. 
Les rues Sibyllegatan, Nybrogatan de Nybroplan, Humlegårdsgatan de Stureplan et Storgatan de Narvavägen-Djurgårdsbron mènent à Östermalmstorg. 
Le bâtiment le plus célèbre de la place est le marché couvert d'Östermalm qui a ouvert en 1888,.
En 1932, le premier grand magasin de la chaîne de grands magasins Åhléns a ouvert ses portes à Östermalmstorg. Aujourd'hui, le quartier abrite le grand magasin Åhléns, qui a été achevé en 2010 pour faire place au célèbre théâtre Folkan. 
À l'est de la place se trouve l'Église Hedwige-Éléonore.
Sur la place se dresse un groupe de sculptures, créé par Willy Gordon (sv).

## Transports
En contrebas de la place se trouve la station de métro Östermalmstorg ouverte en 1965. 
La deuxième sortie principale de la station est située à Stureplan. 
Les murs de la station de métro sont décorés de dessins de l'artiste Siri Derket, symbolisant les droits des femmes et la paix dans le monde,.
La place est desservie par la ligne de bus 62 de Storstockholms Lokaltrafik.

## Galerie

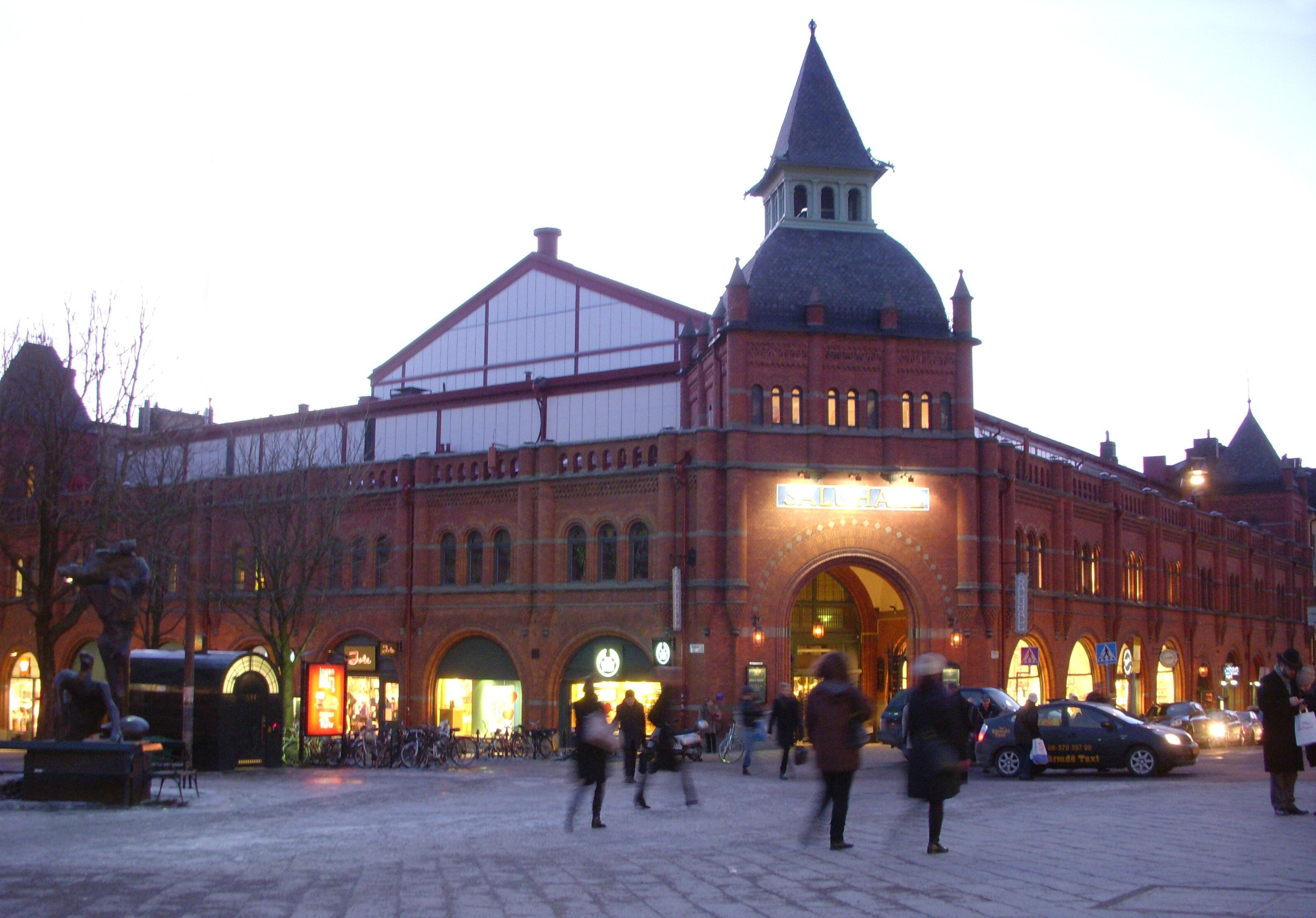
Marché couvert d'Östermalm 2011.
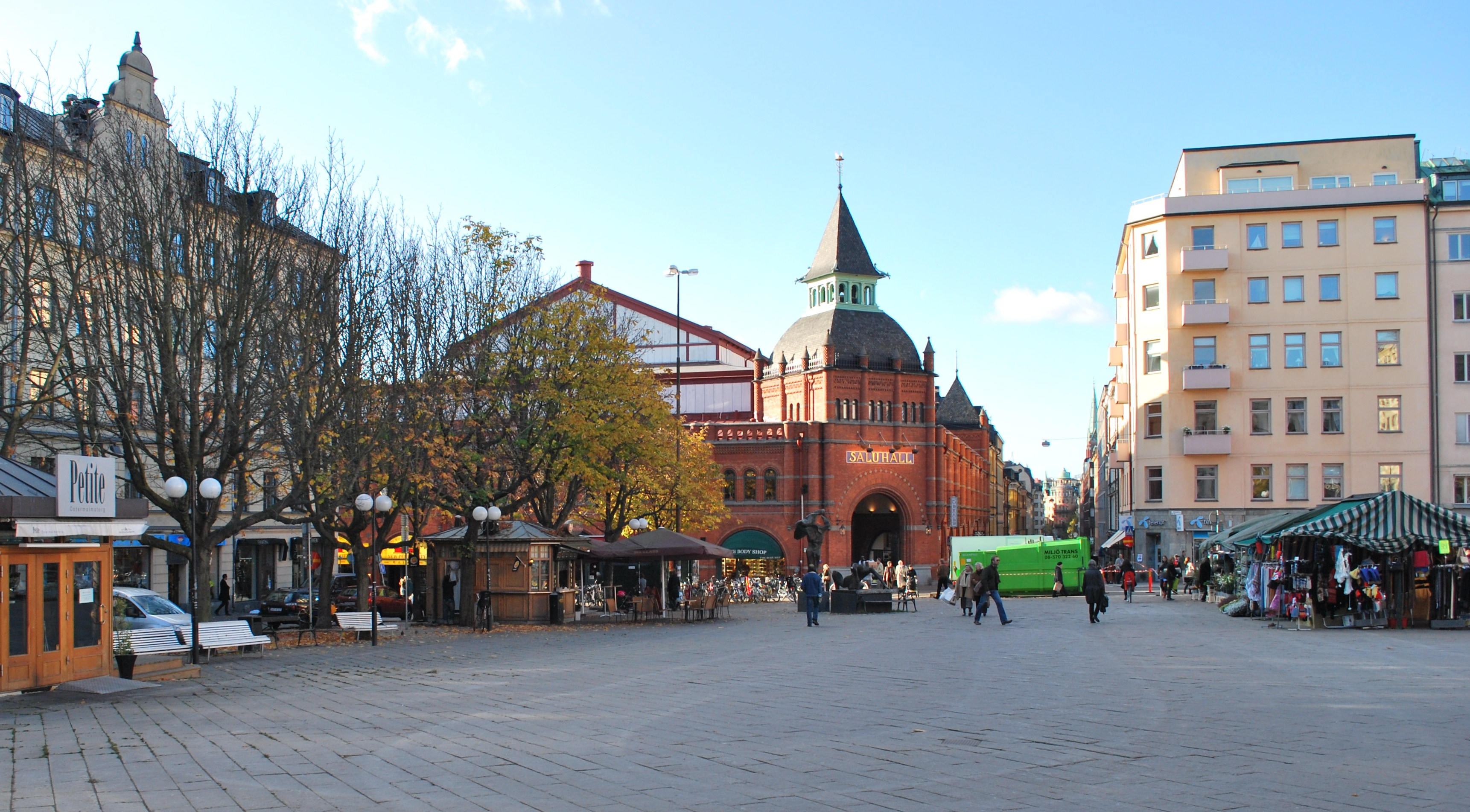
Östermalmstorg.
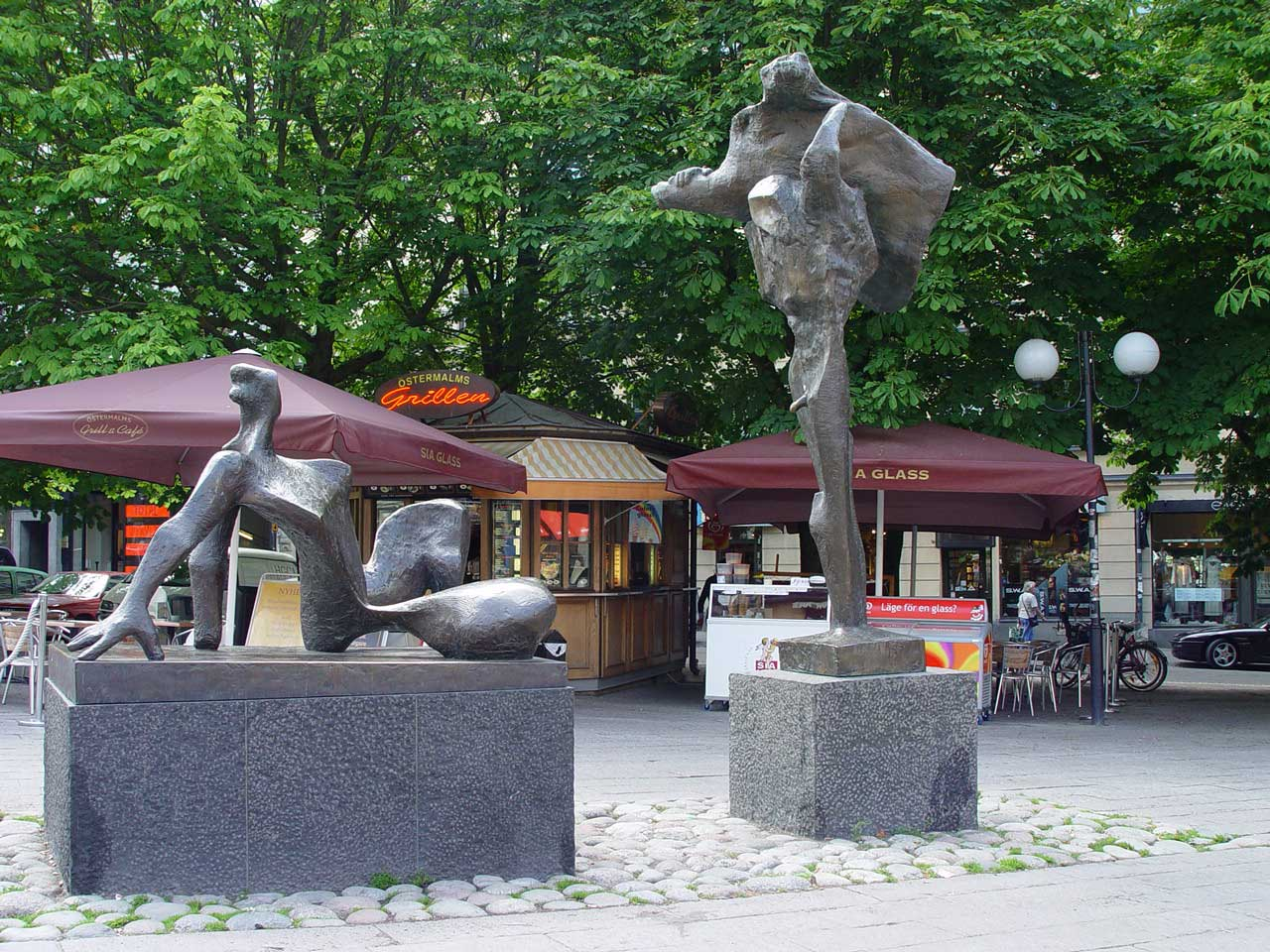
Mötet, sculpture de Willy Gordon.
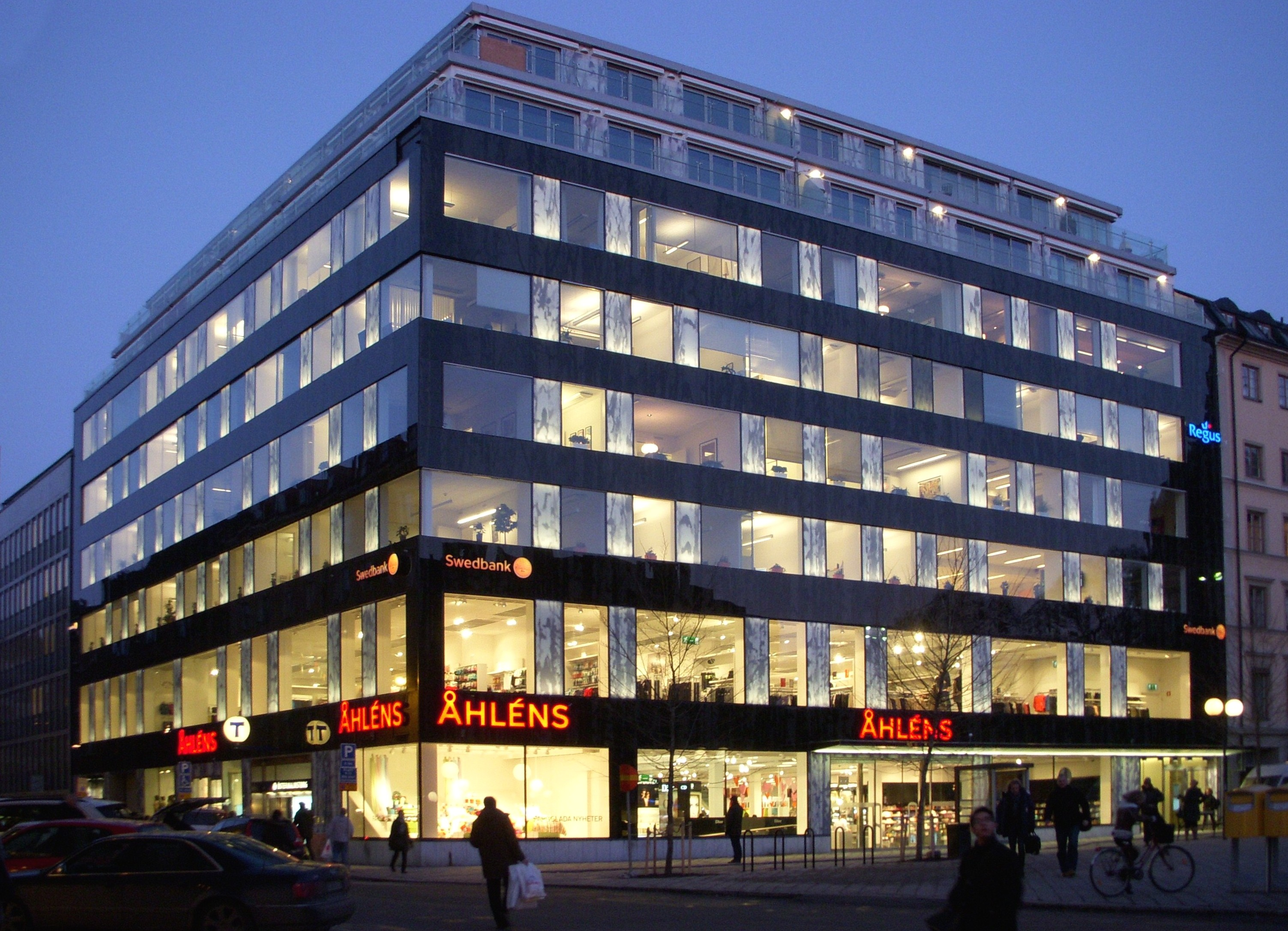
Åhléns à Östermalmstorg 2011.